# Campylocentrum palominoi
Campylocentrum palominoi  é uma espécie de orquídea, família Orchidaceae, que existe na Colômbia. Trata-se de planta epífita, monopodial, com caule alongado, cujas inflorescências brotam do nódulo do caule oposto à base da folha. As flores têm sépalas e pétalas livres, e nectário na parte de trás do labelo. Pertence à secção de espécies de Campylocentrum com folhas planas, inflorescências do mesmo comprimento das folhas, e nectário curto.

## Publicação e histórico
- Campylocentrum palominoi M. Kolanowska, O. Pérez & E. Parra, Lankesteriana 12(1): 9—11. (2012).

Conforme informações fornecidas pela ilustração da descrição desta espécie, a partir de espécime coletado a cerca de 2.000 metros de altitude, no Valle del Cauca Colômbia em 2009, trata-se de planta cuja morfologia vegetativa lembra o Campylocentrum brenesii. Dele diferencia-se por apresentar labelo de lobos desiguais, ovalados e obtusos, ausência de papilas no lobo intermediário e nectário bulboso e mais largo no ápice. A inflorescência é aproximadamente do mesmo comprimento das folhas. Estas, de extremidades bilobuladas, desiguais e acuminadas mal chegando a um centímetro de comprimento. Trata-se de espécie bastante fácil de reconhecer por suas folhas curtas e extremamente largas, ovaladas.